# 傑瑞德·巴特勒
傑瑞德·詹姆斯·巴特勒（英語：Gerard James Butler，1969年11月13日—）是一名蘇格蘭演員和製片人。代表作品如《歌劇魅影》（2004年）、《300壯士：斯巴達的逆襲》（2006年）、《P.S. 我愛你》（2007年）、《冲破极限》（2012年）以及《全面攻佔》系列電影（2013年至今）。

## 早年
巴特勒出生於伦弗鲁郡佩斯利的一個天主教勞動階級家庭。祖父母來自愛爾蘭。巴特勒在兩歲以前一直住在加拿大魁北克蒙特婁。在父母離婚之後，母親帶著他與姊姊林恩（Lynn）和哥哥布萊恩（Brian）回到家鄉蘇格蘭的佩斯利。巴特勒直到十六歲才開始與父親聯繫。22歲時，他父親因癌症過世。

## 經歷

##### 法律事業及早期演藝生涯
巴特勒畢業於格拉斯哥大學法學院，畢業後在法律事務所擔任實習律師。由於經常曠職，在取得律師資格的前一週遭公司解雇。因未能取得律師執照，他決定移居倫敦並從事演藝事業，在此期間他從事過作家、電話推銷員及玩具銷售員。後來透過友人介紹而獲得了《科利奧蘭納斯》的演出機會。選角導演認為雖然巴特勒並非本科出身，但試鏡中看出他有對演藝的熱忱，顯得其他人相形見絀。27歲時正式成為一名職業演員，並於隔年《猜火車》舞台劇中出演一角。

##### 演藝生涯
第一個大銀幕作品則是1997年與茱蒂·丹契和比利·康納利（Billy Connolly）合作的《布朗夫人》（Mrs. Brown）。同年，他也在007系列電影《明日帝國》中演出一個小角色。之後，巴特勒陸陸續續參與一些獨立電影和電視影集的演出，像是《Lucy Sullivan Is Getting Married》、《櫻桃園》、《One More Kiss》和《危機密佈》（Harrison's Flowers）。
1999年，他在美國电影《匈奴大帝》中首度擔任主角匈奴大单于阿提拉。同年，他也在韋斯·克里文（Wes Craven）的電影《神鬼大反撲》（Dracula 2000）中飾演主角德古拉。在這段期間，巴特勒最為知名的作品是頗受好評的英國迷你電視影集《The Jury》。在2003年的電影《時間線》中，巴特勒再度與比利·康納利合作。電影改編自麥可·克萊頓的同名小說，巴特勒飾演考古學家 Andre Marek。同樣在2003年，他還參與安潔莉娜·裘莉所主演的《古墓丽影：生命的摇篮》。隔年，他飾演由喬·舒馬克所導演的《歌劇魅影》中的「魅影」，其他演員包括艾美·羅森、派屈克·威爾森（Patrick Wilson）和西亞朗·辛德斯（Ciaran Hinds）。在這之前，巴特勒與艾蜜莉·摩提默演出獨立影片《來信情緣》（Dear Frankie）。
2005年，巴特勒演出改編自真實故事的電影《The Game of Their Lives》，描述1950年美國足球隊在貝洛奧里藏特擊敗英格蘭的故事。同年，他在《貝奧武夫與怪獸格蘭戴爾》飾演貝奧武夫。之後，他開始投入查克·史奈德導演的《300壯士：斯巴達的逆襲》的拍攝工作，他在劇中飾演斯巴達國王列奧尼達一世，妻子由琳娜·海蒂（Lena Headey）飾演。該片改編自法蘭克·米勒的繪本小說《300》，描述西元前480年左右，希臘與波斯的溫泉關戰役。2007年3月9日，《300壯士：斯巴達的逆襲》在美國上映，以7200萬創下三月首周票房新紀錄。五月，上映九週的票房累積到4億3800萬。巴特勒以該角色拿下「Taurus World Stunt Awards」的「Action Star of the Year」，以及2007年「Spike TV Guys' Choice Awards」的「Biggest Ass Kicker」。
2006年，巴特勒完成電影《贖命24小時》（Butterfly on a Wheel）的拍攝工作。之後，他與希拉蕊·史旺開始拍攝改編自西西莉雅·艾亨（Cecilia Ahern）同名小說的《P.S. 我愛妳》。該片在2007年12月推出。
與茱蒂·福斯特和艾碧·貝絲琳合作的《尼魔島》（Nim's Island）在2008年4月4日上映。巴特勒在劇中飾演妮妮的父親傑克與她幻想的英雄羅艾力，而他在劇中則分別使用美國腔及蘇格蘭腔。
2008年9月，巴特勒新作品、由蓋·瑞奇擔任導演的《搖滾黑幫》（RocknRolla）在多倫多國際電影節首映，同年10月在北美各大城市上映。

## 私人生活
巴特勒目前往返於洛杉磯和紐約兩地。他是蘇格蘭足球超級聯賽冠軍的忠實球迷。
巴特勒曾是個菸癮很重的人，但在2007年拍攝《P.S. 我愛你》時決定戒菸。巴特勒表示：「我過去香菸抽的很兇，而身體開始出現一些不好的徵兆。然後，我獲得了這個死於癌症的角色。」「這部片讓我考慮到死亡，並讓我了解到，我正在與健康玩俄羅斯輪盤。從那時開始我就不再抽菸。」
2018年11月8日，美國加州發生伍爾西大火（Woolsey Fire），巴特勒以645萬美元購入、位於馬里布的豪宅遭燒毀，他本人安全撤離未受傷。

## 外部連結
- 傑拉德·巴特勒在互联网电影资料库（IMDb）上的資料（英文）
- 傑瑞德·巴特勒的Instagram帳戶
- Gerard Butler Net - 影迷網站